# Ахмедабад (окръг)
Ахмедабад е окръг в щата Гуджарат, Индия с площ от 8707 км2 и население 5 816 519 души (2001). Главен град е Ахмедабад.

## Административно деление
Окръга е разделен на 11 общини (талука).

## Население
Населението на окръга през 2001 година е 5 816 519 души, като градското население е 80.18 процента.

### Религия
(2001)
- 4 921 747 – индуисти
- 662 799 – мюсюлмани
- 170 093 – джайнисти